# داربی لاین (ورمانت)
داربی لاین، ورمانت (انگلیسی: Derby Line, Vermont) یک روستا در شهرستان اورلئان، ورمانت، ایالات متحده آمریکا است که ۶۸۷ نفر جمعیت دارد.